# Гротгус, Элизабет
Баронесса Элизабет «Элиза» фон Гроттус (нем. Elisabeth von Grotthuß; 10 ноября 1820, Дурбе, Курляндия, Российская империя — 4 февраля 1896, Вена, Австро-Венгрия) — прибалтийско-немецкая писательница и драматург.

## Биография
Выросла в Санкт-Петербурге, где её отец был полковником на русской службе. С детства у неё были проблемы со зрением, поэтому родители возили её сначала в Берлин, затем в Дрезден на лечение к лучшим немецким врачам. Однако в Дрездене её здоровье ухудшилось, и она ослепла.
Воспитанная как протестантка, совершенно ослепнув в 1854 году, перешла в католичество. В своём сочинении «Моё обращение», вышедшем в 1893 году, подробно описывает принятое решение.
Её родители вернулись в Россию, Элизабет осталась в Дрездене, где поддерживала близкую дружбу с женой австрийского посланника в Дрездене графиней Кюффштейн. В 1856 году последовала за парой в Вену, где стала членом «Ассоциации писателей и художников» и жила там до своей смерти в 1896 году.
Элизабет фон Гротгус — автор ряда новелл, драм, романов и брошюр в католическом духе. Написала в общей сложности около 50 произведений, в том числе много романов на социальные темы, в которых часто затрагивались российские проблемы. Она также публиковала повести, юморески и комедии. Некоторые из её рассказов были также опубликованы на французском языке.

## Избранные произведения
- Anna Rosenberg. Sartori, Wien 1867.
- Novellen. Drei Bände. Sartori, Wien 1867. в 2 т.
- Erzählungen. Sartori, Wien 1868.
- Die Familie Runenthal. Socialer Roman. Mayer, Wien 1869.
- Das Gasthaus zum grünen Baum. Erzählung. Schmid, Augsburg 1869.
- Die Adoptiv-Geschwister. Roman. Kirsch, Wien 1870.
- Die Männer der Loge oder Mysterium iniquitatis. Socialer Roman. Kirsch, Wien 1871.
- Graf Bruno Degenhart. Socialer Roman. Kirsch, Wien 1872.
- Celeste Alland oder Die gemischten Ehen. Socialer Roman. Schmid, Augsburg 1873.
- Das falsch verstandene Ehrgefühl. Novelle. Schmid, Augsburg 1874.
- Zwei Onkel aus Amerika. Lustspiel in 5 Akten. Mutze, Leipzig 1875.
- Vier Lebensbilder aus dem Tagebuche einer Schwester des dritten Ordens. Schmid, Augsburg 1875.
- Der Magnetiseur. Lustspiel in 3 Aufzügen. Beck, Wien 1876.
- Bilderbuch ohne Bilder. Humoreske. Schmid, Augsburg 1878.
- Eleonore. Roman. Schmid, Augsburg 1878.
- Lucie. Erzählung. Schmid, Augsburg 1881.
- Die Kinder des Nihilisten. Socialer Roman. Schmid, Augsburg 1883.
- Helene Grandpré. Socialer Roman. 2 Bände. Habbel, Regensburg 1885.
- Martha. Socialer Roman. Habbel, Regensburg 1889.
- Meine Bekehrung. Schmid, Augsburg 1893.
- Scheintodt. Roman. Schmid, Augsburg 1894.
- Mir fehlt der Sohn! Schmid, Augsburg 1896.
- Elsbeth Sommer. Novelle. Schmid, Augsburg 1898.
- Die Söhne des Räubers. Roman. Schmid, Augsburg 1899.
- Das amerikanische Duell. Roman. Schmid, Augsburg 1888.